# Xambioá
Xambioá (Chambioa, Karajá do Norte, Sambioá, Ixybiowa, Iraru Mahãndu), pleme američkih Indijanaca porodice Carajan s rijeke Araguaia u brazilskoj državi Tocantins. Šambioe su danas naseljeni na rezervatu AI Xambioiá, općina Araguaina; 167; 1989)

## Ime
Sami sebe ovim imenom nisu nikada nazivali, a druge Carajá grupe nazivaju ixybiowa, ili ponajprije u odnosu na rijeku Araguaiu kao iraru mahãdu, nizvodna ("turma de baixo"; "the bunch from downriver"), ili ibòò mahãdu uzvodna grupa ("turma do alto"; "the bunch from upriver"). Naziv Karajá do Norte raširen je među putnicima, misionarima i kod službe za zaštitu Indijanaca, FUNAI (Fundação Nacional do Índio), nekadašnji (SPI; Serviço de Proteção aos Índios).

## Jezik
Jezik ili dijalekt chambioa, član je porodice carajan.

## Etnografija
Šambioe se mogu u osnovi definirati kao ribari, a riba koju love u rijeci Araguaji glavni je izvor proteina. Druga značajna djelatnost je sakupljanje različitog samoniklog voća i kornjačinih jaja po plažama na pritocima Araguaje. Lov koji je saveznim zakonom zabranjen zbog zaštite kišne šume, ograničen je tek na potrebe dobivanja hrane. prije su Indijanci lovili zbog krzna, koja su prodavali i za novac kupovali streljivo za oružje.
Društveni život najizraženiji je tijekom kišne sezone kada se povećavaju razine rijeka. Indijanci se tada okupljaju u svojim najvećim selima. Od raznih obreda najvažniji su obredi inicijacija i razrađen sustav rituala koji se manifestira tijekom ljeta u ceremoniji ijasò anaràky.

## Vanjske poveznice
- Karajá do Norte